# Antoine Vidal
Antoine Vidal (23 de enero de 2001) es un deportista francés que compite en ciclismo de montaña en la disciplina de descenso. Ganó una medalla de oro en el Campeonato Europeo de Ciclismo de Montaña de 2023.

## Medallero internacional
| Campeonato Europeo | Campeonato Europeo     | Campeonato Europeo | Campeonato Europeo |
| Año                | Lugar                  | Medalla            | Competición        |
| ------------------ | ---------------------- | ------------------ | ------------------ |
| 2023               | Les Menuires (Francia) | Medalla de oro     | Descenso           |